# Museum der Stadt Weinheim

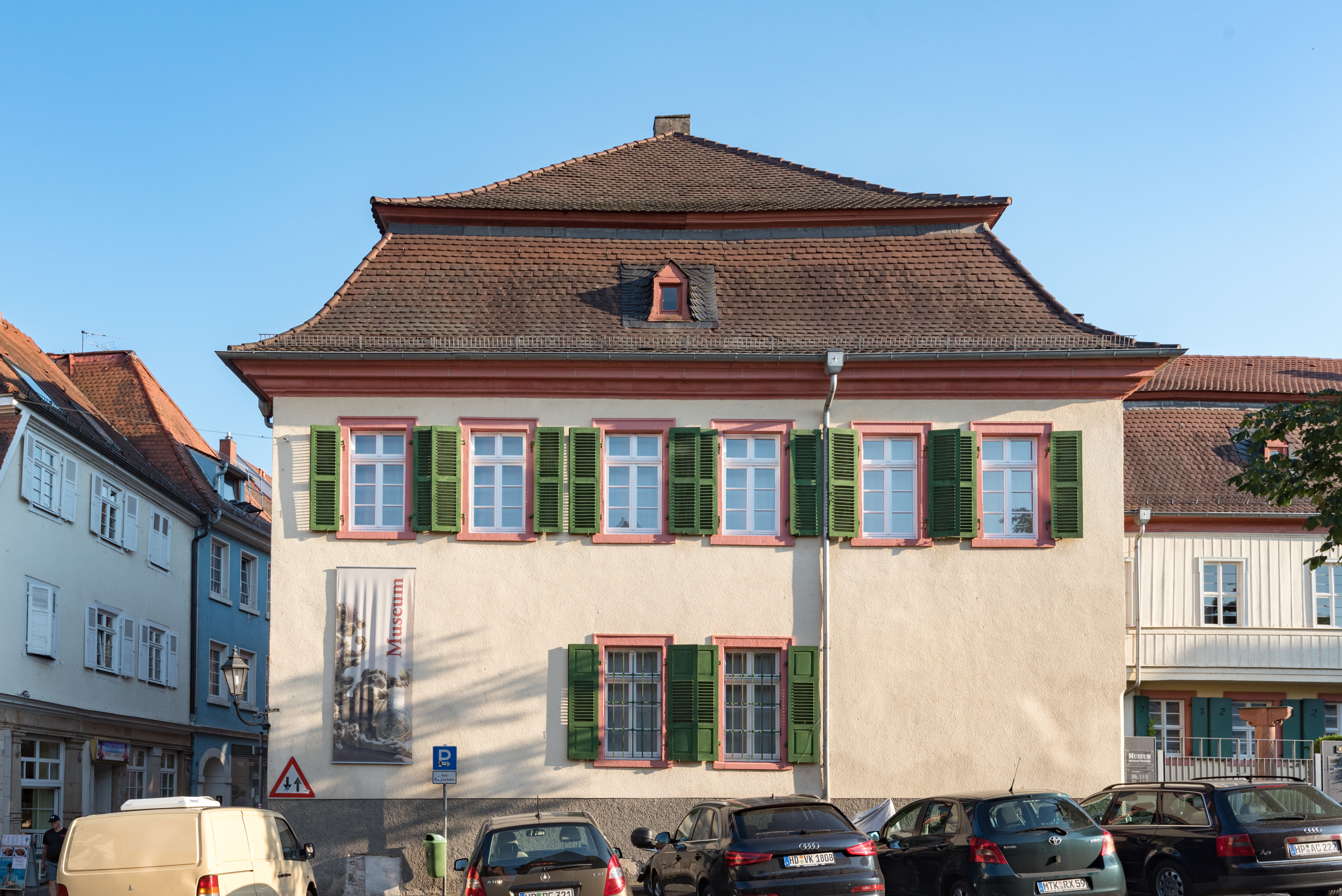
Museum der Stadt Weinheim (2017)

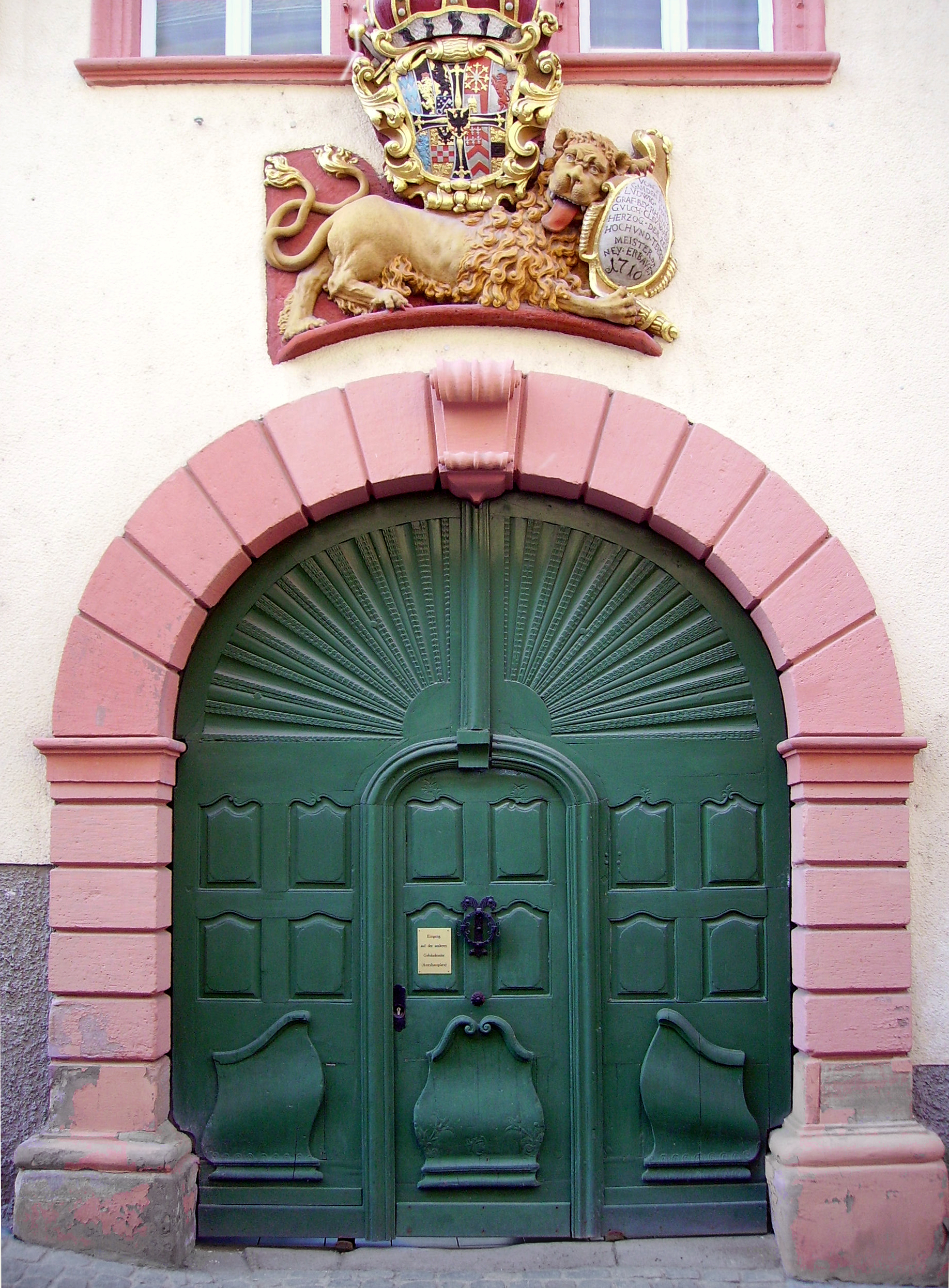
Das ehemalige Eingangsportal (2008)

Das Museum der Stadt Weinheim befindet sich im 1710 erbauten Deutschordenshaus (zwischenzeitlich auch Amtshaus) in der denkmalgeschützten Weinheimer Altstadt. Die Dauerausstellung zur Geschichte Weinheims und der Region verteilt sich auf vier Etagen und etwa 1000 m². Das älteste der zahlreichen Exponate ist ein 1967 gefundener Mammutschädel, dessen hohes Alter von bis zu 42.000 Jahren erst 2020 erkannt wurde. Daneben zeigt das Museum regelmäßig Sonderausstellungen zu bestimmten Themen.
Das Museum geht zurück auf den von 1906 bis 1938 bestehenden Weinheimer Altertumsverein, der systematisch historische Güter der Region ansammelte. Die Sammlung wurde in drei verschiedenen Gebäuden Weinheims ausgestellt, ehe sie 1939 endgültig in das Deutschordenshaus gebracht wurde. Hier wurde das Museum 1948 zunächst als Heimatmuseum eröffnet und 1986 in Museum der Stadt Weinheim umbenannt.

## Geschichte

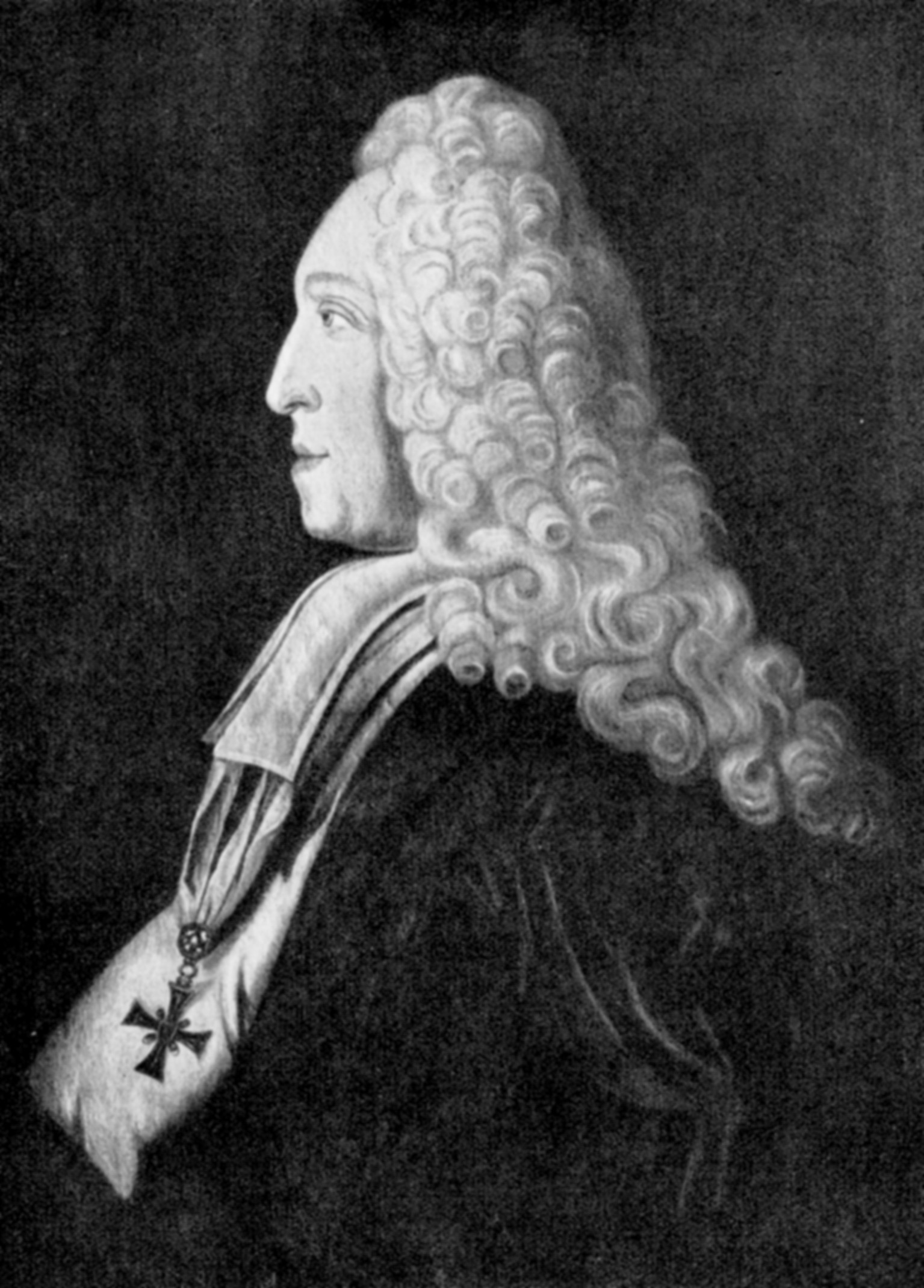
Der Bauherr Franz Ludwig von Pfalz-Neuburg

### Geschichte des Deutschordenshauses

#### Deutscher Orden in Weinheim
Die Ansiedlung des Deutschen Ordens in Weinheim erfolgte in einer Zeit, als die Stadt durch die rivalisierenden Ansprüche des Erzbistums Mainz einerseits, der Pfalzgrafen bei Rhein andererseits, in zwei getrennte Siedlungen geteilt war. Die Weinheimer Altstadt stand unter der Herrschaft der Erzbischöfe von Mainz. Um 1250 bauten die Pfalzgrafen aus dem seit 1214 regierenden Haus Wittelsbach – Initiator war entweder Otto II. der Erlauchte oder sein ab seinem Tod 1253 regierender Sohn Ludwig II. der Strenge – als Konkurrenz die Neustadt auf einer bisher unbesiedelten Terrasse über der Weschnitz auf. Die Trennung wurde im Hemsbacher Schiedsspruch von 1264 festgeschrieben: Die Neustadt, die hier erstmals als Stadt bestätigt wurde, und die Burg Windeck wurden dem Pfalzgrafen zugesprochen, die Altstadt blieb unter der Herrschaft des Erzbischofs von Mainz. Die Neustadt bildet ihrerseits den Kern der heutigen historischen Altstadt Weinheims.
Das erste Auftreten des Ordens in Weinheim ist nicht dokumentiert, wird aber ungefähr auf das Jahr 1260 geschätzt, in dem der Orden auch in Heidelberg ansässig wurde. Im Jahr 1273 gewährte Ludwig dem Orden eine Niederlassung im Gewann Kapellenäcker samt dem verbrieften Recht, eigene Hirten für seine Herden zu halten, statt die Gemeindehirten in Anspruch nehmen zu müssen. Für das Jahr 1277 wird erstmals ein Hauskomtur namens Sigelo erwähnt.
Im November 1308 kam in einem Vergleich auch die Altstadt unter pfalzgräfische Kontrolle, womit Weinheim geschlossen zur Kurpfalz gehörte (bis zu ihrer Auflösung im Jahr 1803). Die Altstadt blieb aber vorerst (bis 1454) eigenständige Verwaltungseinheit. Gleich im Anschluss verliehen die gemeinsam als Pfalzgrafen regierenden Brüder – Rudolf I. und der spätere Kaiser Ludwig der Bayer – den Deutschordensherren das Bürgerrecht der Neustadt gegen eine Bede von zwei Pfund Heller jährlich. Der Orden erhielt das Grundstück zwischen Amts- und Schlossergasse, 1310 erweitert durch eine Hofstätte, die Pfalzgraf Rudolf dem Orden zum Lehen gab. Dort erbauten die Ordensherren eine geschlossene Hofanlage mit Kommendenhaus, Kapelle und Wirtschaftsgebäude. Etwa 1585–1587 fanden größere Umbauten statt, die durch Wappen und Jahreszahlen am Haus und im Keller dokumentiert sind.

#### Bau des heutigen Hauses
Das heutige Deutschordenshaus ließ Hoch- und Deutschmeister Franz Ludwig von Pfalz-Neuburg ab Mai 1710 als barocken Neubau des Kommendenhauses errichten. Als Architekt und Baumeister galt in älteren Quellen Johann Adam Breunig aufgrund von Ähnlichkeiten mit anderen Gebäuden von ihm. Auf erhaltenen Rechnungen ist aber der Zimmerermeister Peter Elias Berthold aus Neckarsulm als Baumeister überliefert. Später betreute Berthold auch viele andere Bauprojekte der Deutschordensherren im süddeutschen Raum, wie das Deutschordensmünster Heilbronn, das Deutschordensschloss Neckarsulm und das Deutschordensschloss Kirchhausen.
Die Baukosten des Hauses betrugen 10.000 Gulden, von denen ein kleinerer Teil durch den Verkauf von Baumaterial aus dem Abriss des alten Hauses und Überschüssen für das neue eingebracht wurde. Das Richtfest wurde im November 1710 abgehalten.

#### Wappen

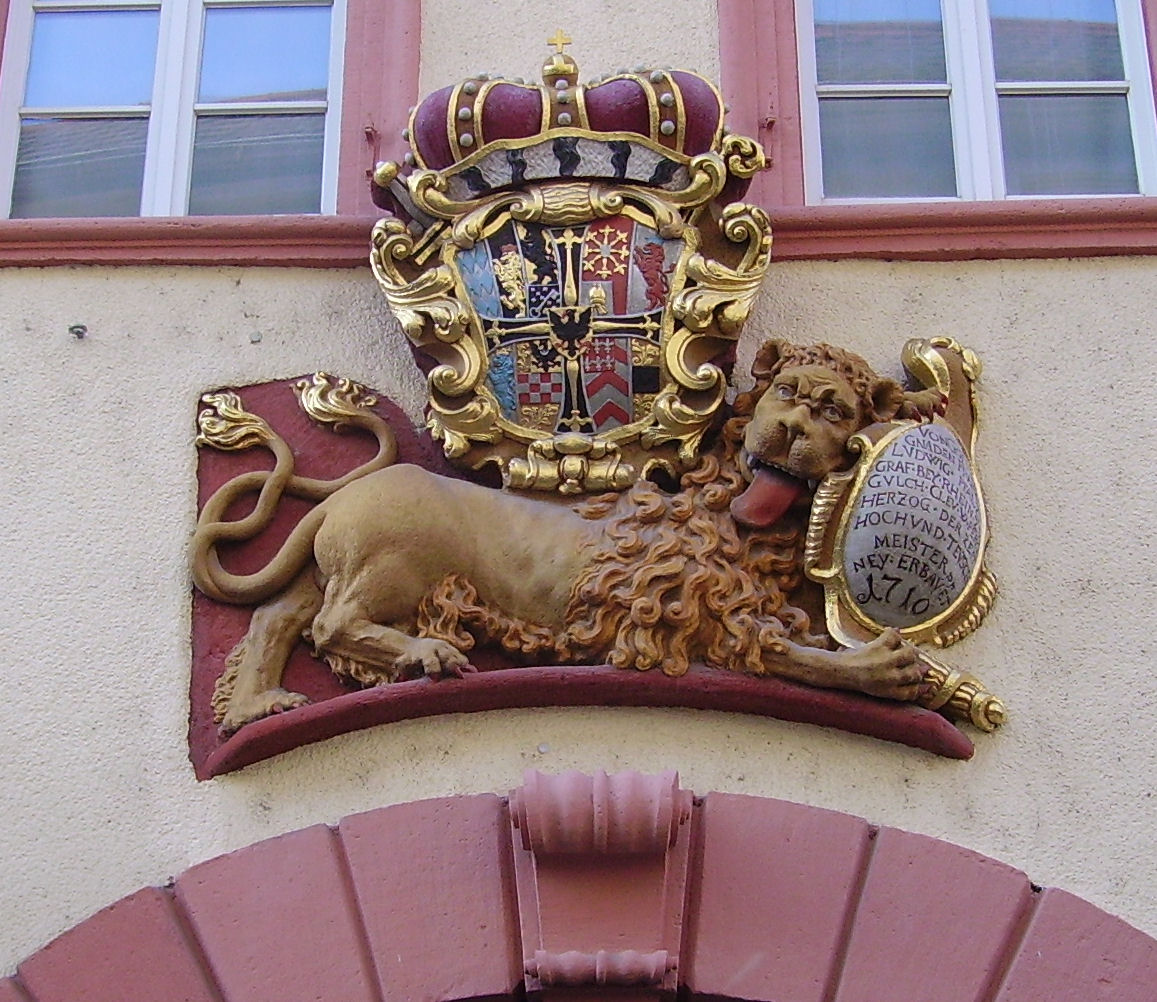
Das Wappen Franz Ludwigs über dem Portal

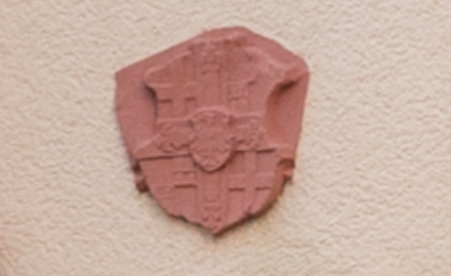
Das Wappen von Walther von Cronberg

Als eine der späteren Baumaßnahmen wurde im September 1711 Franz Ludwig von Pfalz-Neuburgs immer noch bestehendes Wappen zur Verzierung des (nunmehr ehemaligen) Eingangsportals angebracht. Es ist als Relief aus Sandstein umgesetzt, hergestellt vom Bildhauer Georg Martin Bitterich aus Mannheim. Das Textfeld am rechten Rand des Wappens, das der Pfälzer Löwe mit seinen Pranken hält, zählt die Würden von Franz Ludwig auf – insbesondere die von seinem Geschlecht Pfalz-Neuburg beanspruchten erblichen Titel:

„VON GOTTES GNADEN FRANZ LUDWIG * PFALZGRAF BEY RHEIN * ZU BAIERN, GÜLCH, CLEV UND PERG HERZOG * DER ZEYT HOCH- UND TEUTSCHMEISTER * NEY ERBAUT 1710“

Nahe dem Erker an der Ecke Amtsgasse/Hauptstraße befindet sich in rund zwei Meter Höhe ein weit älteres Wappen von Walther von Cronberg, der ab 1508 Komtur zu Frankfurt und ab 1527 Hochmeister des Ordens war. Das Wappen wurde vom alten Haus übernommen – stark in Mitleidenschaft gezogen, aber noch gut erkenntlich.

#### Nach dem Ende der Ordensresidenz
Das Ende der Ordensresidenz Weinheim kam in Folge der Napoleonischen Kriege mit der Säkularisation vieler geistlicher Einrichtungen in den mit Napoleon verbündeten Staaten. Durch den Frieden von Lunéville 1801, mit dem der Zweite Koalitionskrieg beendet wurde, kam Weinheim im Jahr 1803 zum Großherzogtum Baden. Zwar blieben die direkt dem Hochmeister unterstellten Besitzungen vorerst von der Säkularisierung ausgenommen, doch 1805 kam die Kommende unter badische Verwaltung; und 1809 wurde der gesamte Deutsche Orden in den Staaten des Rheinbundes aufgehoben, seine Residenzen aufgelöst. Die Güter der Kommende Weinheim gingen in das Eigentum Badens über. Die Kapelle und die Nebengebäude wurden in den folgenden Jahren abgerissen. Mehrere Stücke der Kapellenausstattung kamen in die Kirche Hohensachsen, während ein Teil der abgebrochenen Kapellsteine von der evangelischen Gemeinde Lützelsachsen zum Bau ihrer Kirche verwendet wurde. Das barocke Kommendenhaus wurde ab 1810 vom Bezirksamt genutzt, daher fortan Amtshaus genannt und zum Namensgeber der später so genannten Amtsgasse und des Amtshausplatzes. 1904 wurde das Haus zum Sitz des Zoll- und Steueramtes. Im Jahr 1934 erwarb die Stadt Weinheim das Haus.

### Geschichte des Museums

#### Der Weinheimer Altertumsverein
Das Museum der Stadt Weinheim basiert auf der seit 1906 angelegten Sammlung des Weinheimer Altertumsvereins, gegründet von Karl Zinkgräf (1873–1939) und anderen regionalgeschichtlich Interessierten. Im März 1906 inserierte der Verein einen Aufruf zur Bildung einer heimatgeschichtlichen Sammlung:

„[...] Die in Aussicht genommene Herausgabe einer wissenschaftlich bearbeiteten „Geschichte Weinheims“ hat in allen Schichten der Bevölkerung warmen Dank gezeitigt, und es ist der Wunsch laut geworden, wie in anderen Städten unseres engeren Heimatlandes, auch hier eine der Heimatgeschichte gewidmete Sammlung, eine kulturhistorische Stätte altweinheimer Lebens zu gründen.
Diese Aufgabe ist zwar keine leichte, denn vieles ist versäumt worden. [...] Aber trotz alledem dürfte doch noch mancher Speicher hier, manch Schrank und Kasten Gegenstände enthalten aus der Väter Zeit, die gesammelt und in geeigneter Weise aufgestellt, die ideale Aufgabe wohl erfüllen könnten, den Enkel zurückzuversetzen in die Zeit trauriger Vergangenheit, aber auch in Zeiten rastlosen Wirkens, emsiger Arbeit der Väter und langsamen Emporblühens der Stadt und dadurch die Liebe zur Heimat zu fördern und zu erhalten.[...]“

Der Verein sah es zunächst nicht als realistisches Ziel an, ein „Museum nach Art der großstädtischen Sammlungen“ aufzubauen. Der Aufruf war indessen sehr erfolgreich und ließ die Zahl der Stücke in den kommenden Jahren schnell anwachsen. Wesentlichster Bestandteil war und blieb Zinkgräfs Sammlung von Zinngeschirr aus mehreren Jahrhunderten, die bis heute einen der Grundpfeiler der Museumsexponate darstellt. Ausgestellt wurden die Exponate zunächst in der Diesterweg-Grundschule, der heutigen Stadtbibliothek.
Einen unerwarteten Glücksfall erfuhr das Ansinnen des Vereins im Jahr 1910. Beim Abriss der alten Peterskirche wurden mehrere Fresken aus dem 13. und 14. Jahrhundert freigelegt, die geborgen und der historischen Sammlung hinzugefügt wurden – und dadurch zusätzlichen Platzbedarf schufen. 1911 wechselte der Ausstellungsort in die damalige Gewerbeschule in der Bahnhofsstraße (die spätere Uhland-Grundschule); speziell für die Fresken wurde eigens ein Türmchen in Richtung Schulstraße angebaut.
Ein weiterer der jetzigen Sammlungshöhepunkte des Museums wurde 1931 in der Umgebung entdeckt, der Nächstenbacher Bronzefund aus der späten Urnenfelderkultur. Im Jahr 1938 übersiedelte die Sammlung in die (1983 abgebrannte) Dessauervilla in der Friedrichstraße, Weinheims schönstes, von Heinrich Metzendorf erbautes Jugendstil-Gebäude. Noch im selben Jahr wurde die Sammlung – nach Auflösung des Vereins – von der Stadt Weinheim übernommen.

#### Das Museum im Deutschordenshaus
Schon im Folgejahr 1939 überführte die Stadt die Exponate in das Deutschordenshaus, da die Dessauervilla von der adeligen Familie Berckheim, die schon das Weinheimer Schloss besaß und teils in seiner heutigen Form aufbaute, als Domizil erworben wurde. Pläne zur Eröffnung eines echten Museums wurden zunächst durch den Zweiten Weltkrieg hintangestellt, stattdessen richtete die Verwaltung einen Luftschutzraum im Keller des Hauses ein. Der Krieg führte auch zum Verlust mehrerer Fresken, die nach Karlsruhe verbracht worden waren.
Im Jahr 1948 wurde das Heimatmuseum eröffnet. Seit 1986 führt es den Namen Museum der Stadt Weinheim. In einer großen Außenrenovierung 1992–1993 wurde auch die originale Färbung des Ordenshauses wiederhergestellt; dabei wurde auch das Sandsteinrelief des Wappens aufwendig restauriert. In den Jahren 1996–1998 wurde das Museum umfassend saniert und umgebaut. Hier erhielt es seine aktuelle räumliche Aufteilung der vier Etagen mit 1000 m². Das Gebäude hat nun außerdem eine neue gläserne Eingangsfront direkt vom Amtshausplatz statt dem alten Eingang in der Amtsgasse.

#### Der Förderkreis
Vorbereitet schon seit 1982, gründeten Freunde des Museums aus den Rotary und Lions Clubs am 8. Dezember 1989 den gemeinnützigen Förderkreis des Museums, der sich in der Tradition des 1906 gegründeten Altertumsvereins sieht. Seine selbst gesteckten Aufgaben umfassen den Erhalt des Museums, die Pflege und Vermehrung seiner Bestände, und das Interesse am Museum zu steigern.

Weitere Ansichten des Museums
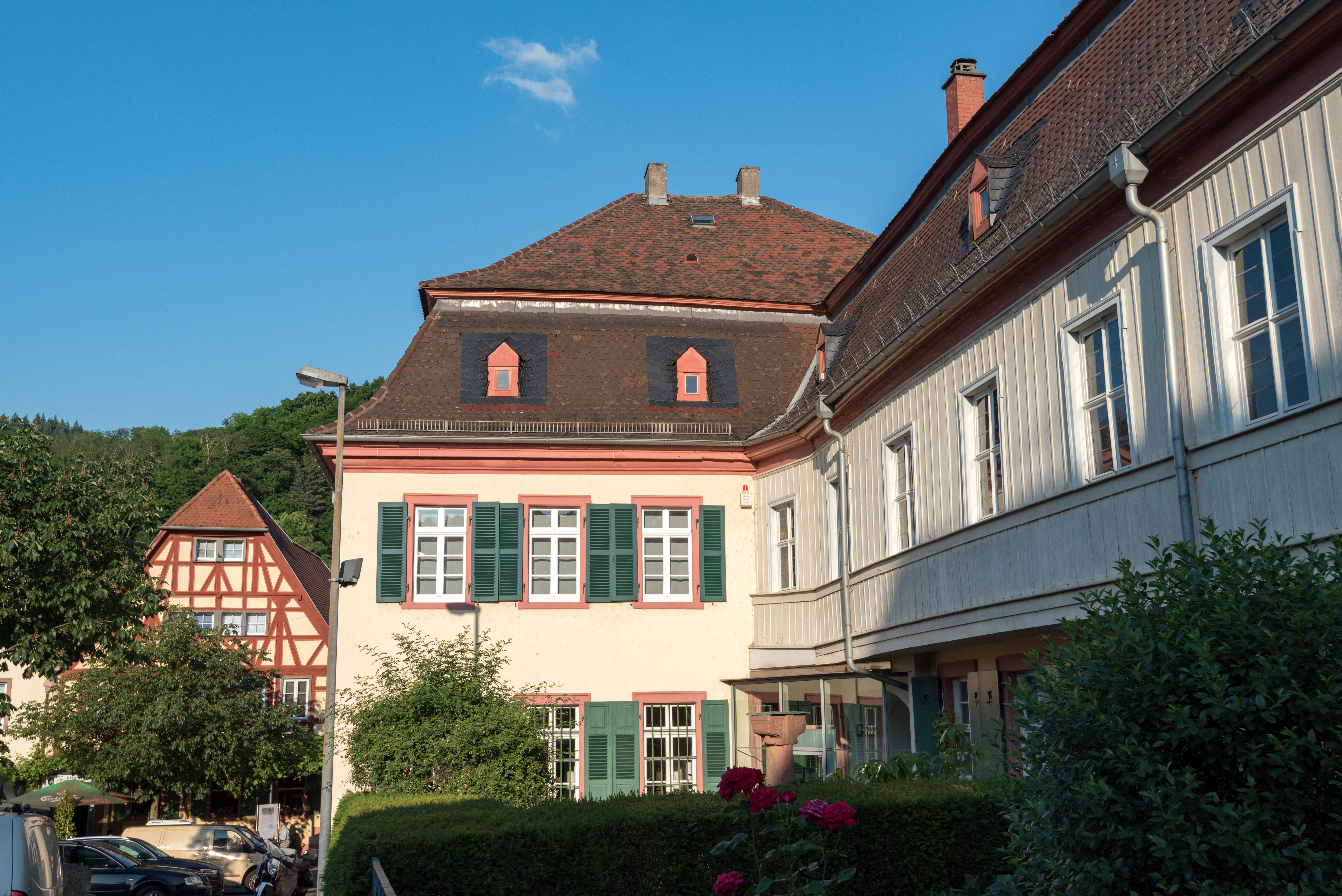
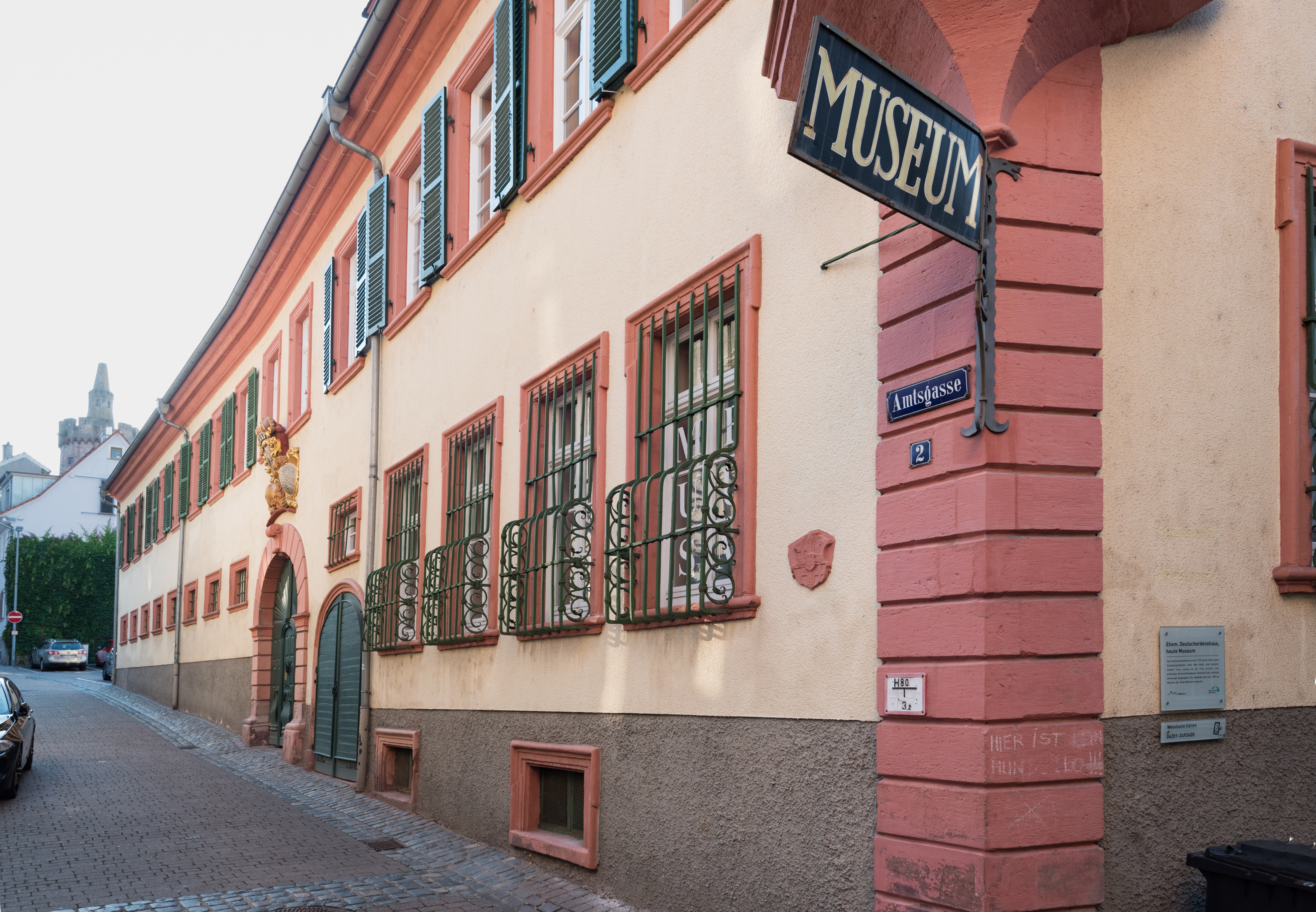
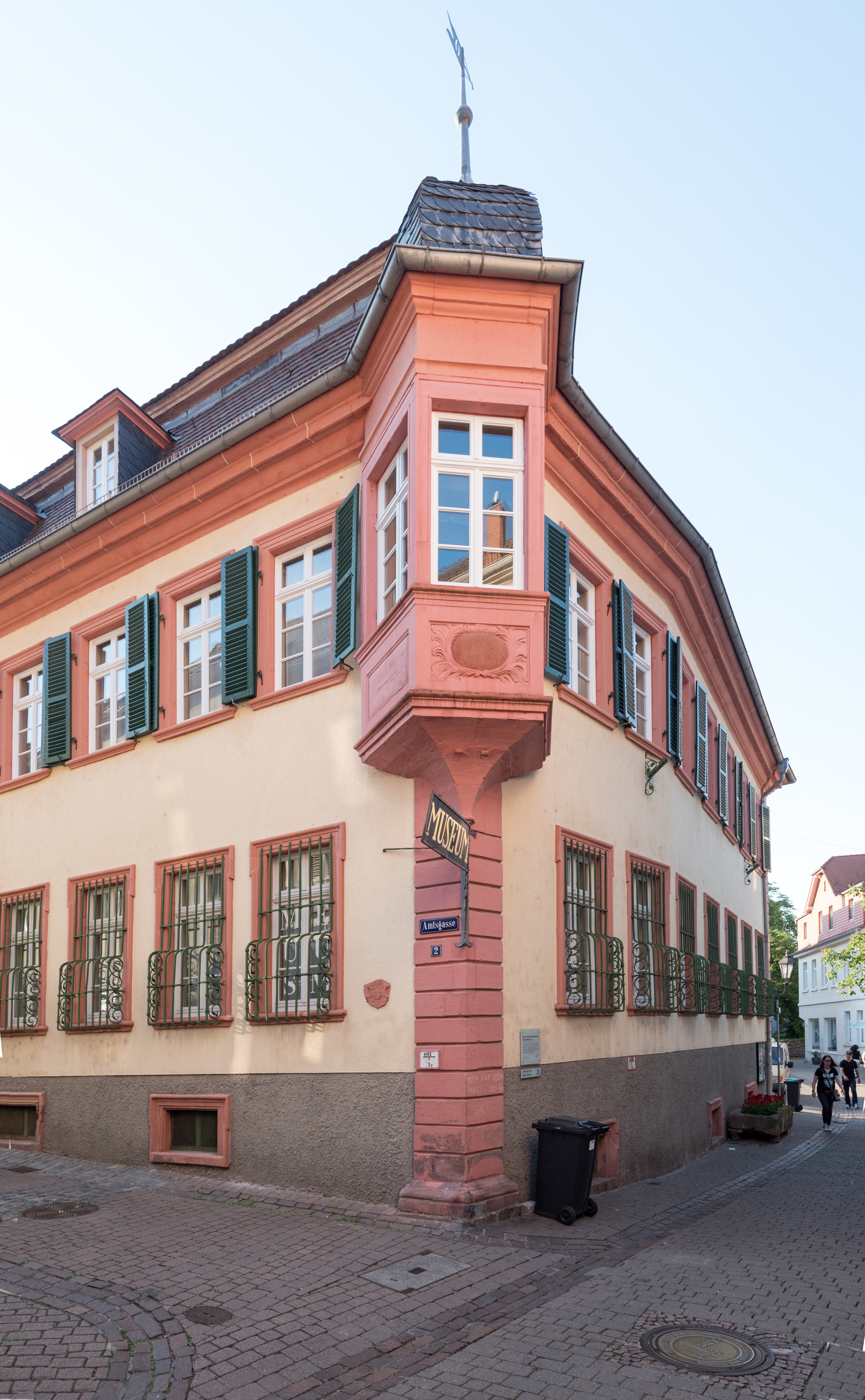
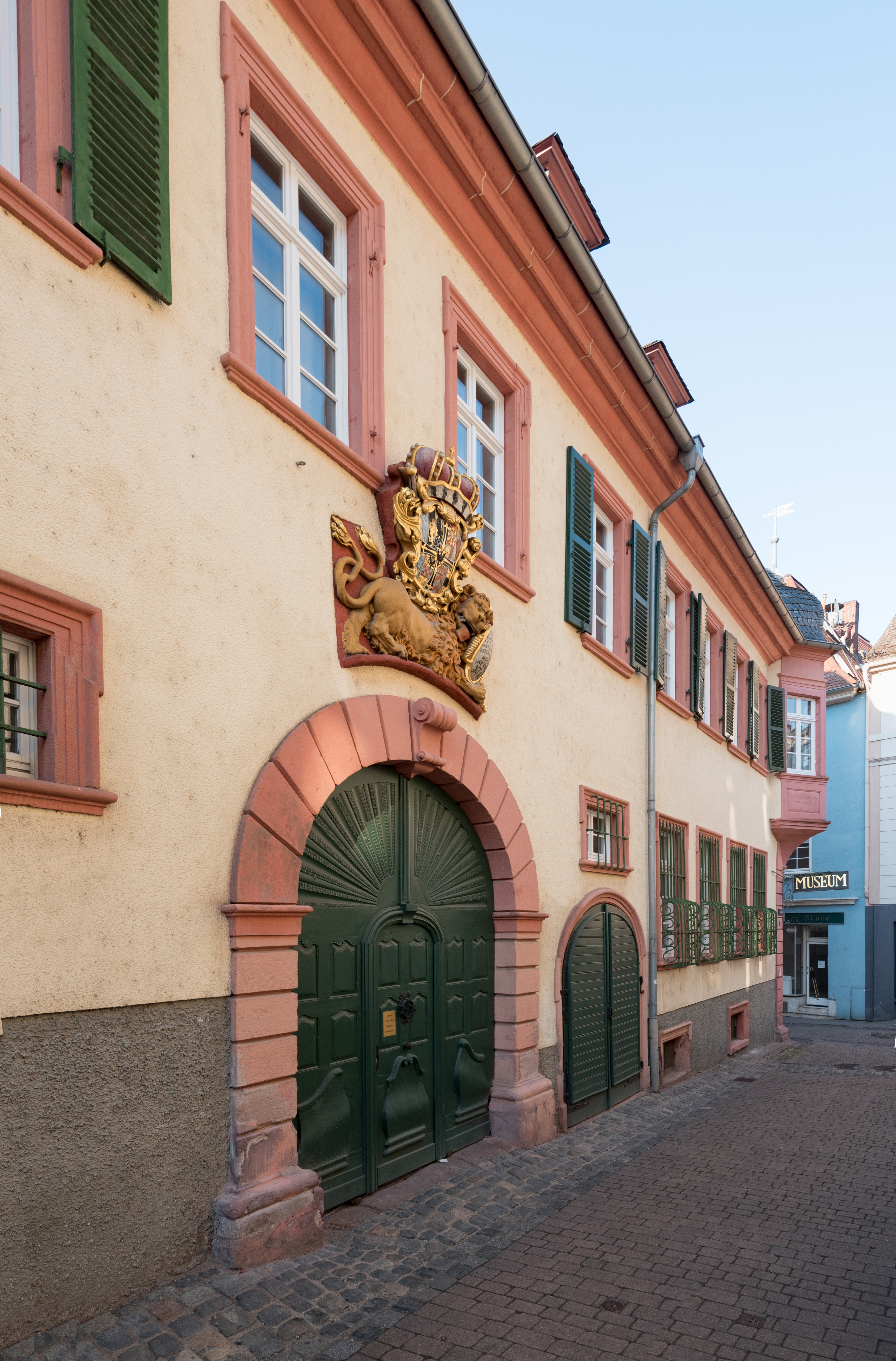

## Inhalte

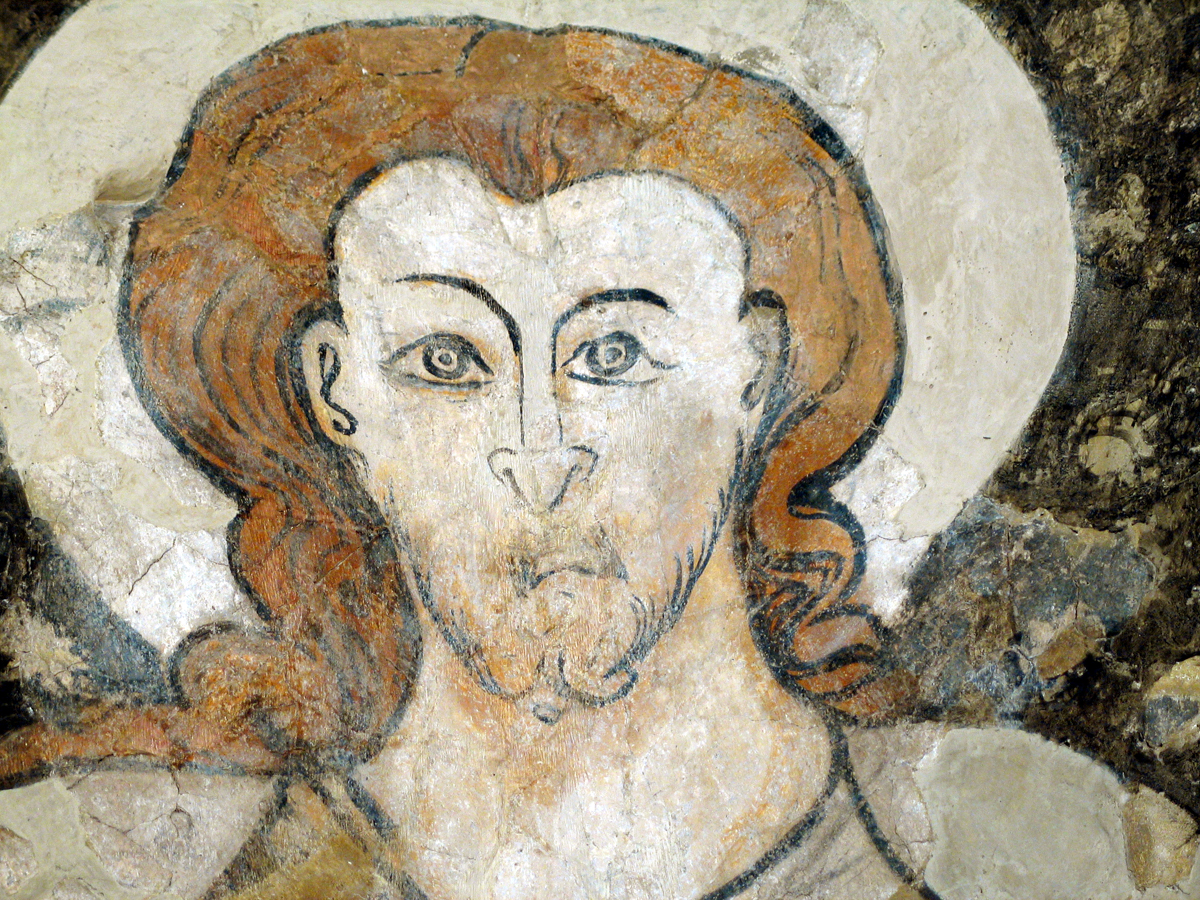
Christuskopf, Fresko der Peterskirche aus dem 13./14. Jahrhundert

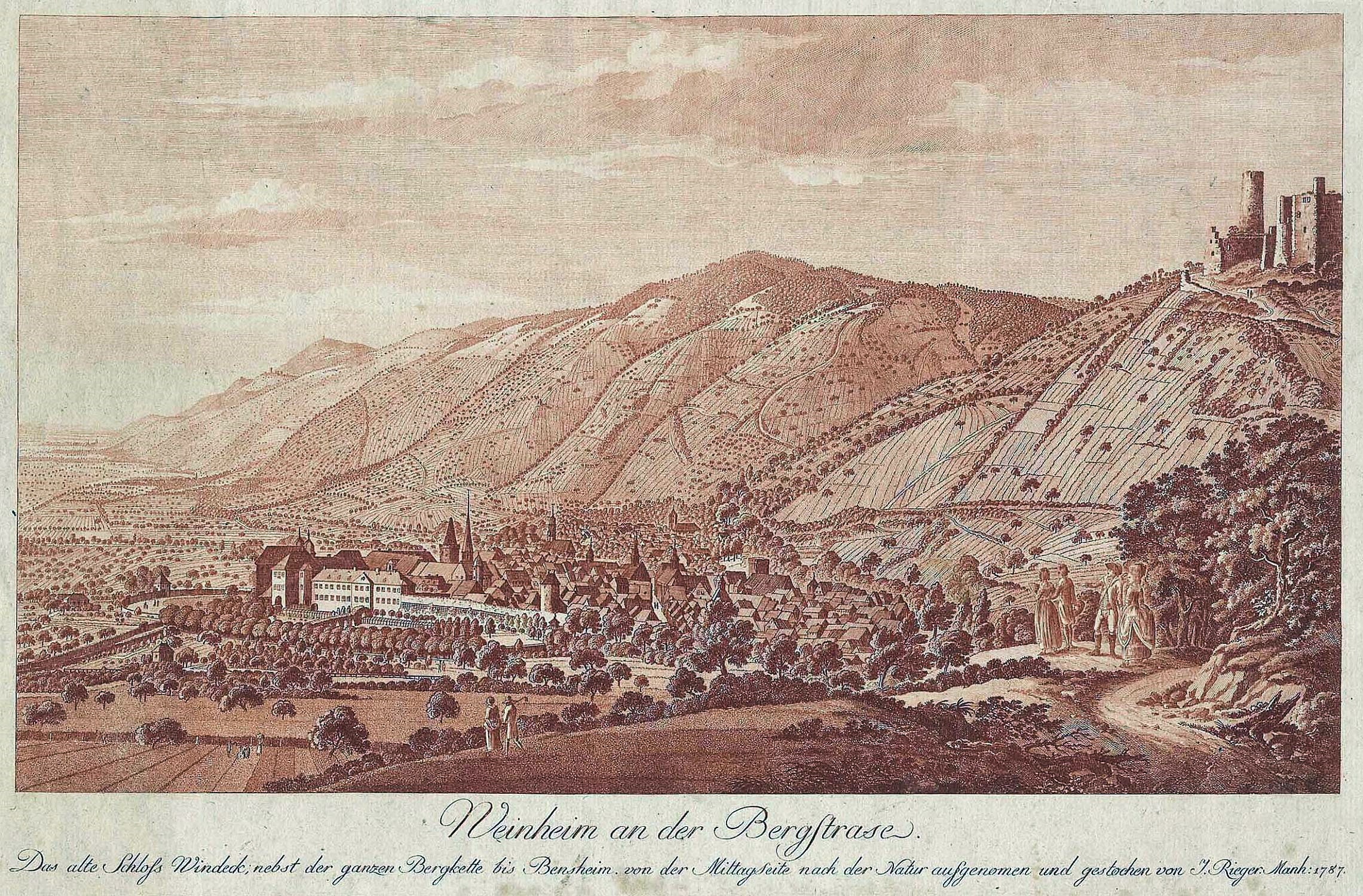
Der Stich von Johann Jakob Rieger, 1787

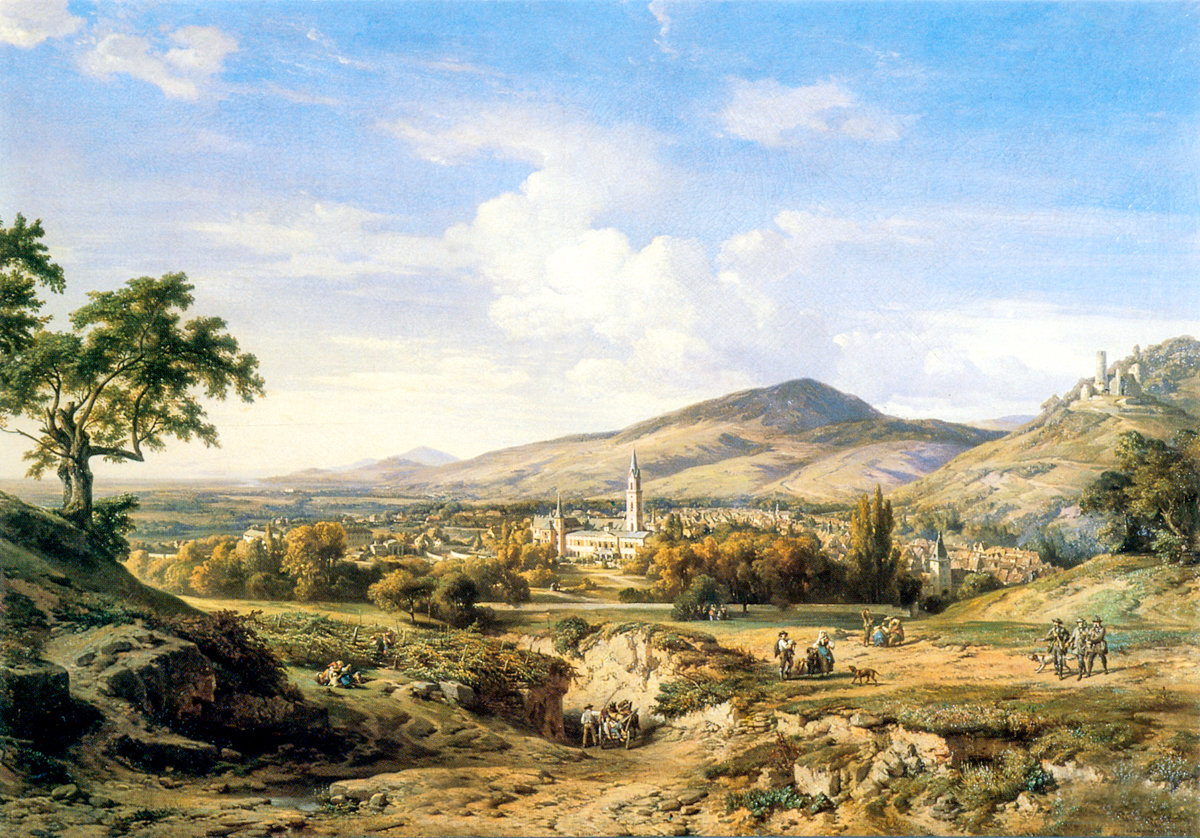
Das Gemälde von Albert Emil Kirchner, 1857

Das Museum zeigt archäologische Exponate aus vorgeschichtlicher Zeit bis in die Epoche der Merowinger, die mittelalterliche Siedlungs- und die neuzeitliche Sozialgeschichte Weinheims. Zu den Höhepunkten unter den Exponaten zählen:
- ein Mammut-Schädel, der 1967 beim Bau der Bundesautobahn 5 im durch die Bauarbeiten entstandenen Grundwassersee Waidsee gefunden wurde. Der Schädel wurde zunächst auf ein Alter von 10.000–12.000 Jahren geschätzt, ehe eine detaillierte Untersuchung im Jahr 2020 mittels der Radiokarbonmethode enthüllte, dass der Schädel etwa 42.000 Jahre alt ist.[17]
- der 1931 im Weiler Nächstenbach gefundene Nächstenbacher Bronzefund aus 76 Alltagsgegenständen aus der späten Urnenfelderkultur (ca. 800 v. Chr.). Der Fund umfasst Schmuckstücke, Waffen und Werkzeuge für den Ackerbau, somit fast das gesamte Inventar an Metallgegenständen jener Zeit.
- die Fresken der erstmals 861 erbauten Weinheimer Peterskirche aus dem 13. und 14. Jahrhundert, die beim Abbruch der alten Kirche 1910 gefunden und geborgen wurden. Die Malereien auf Kalkputz zeigen Szenen aus dem Alten und Neuen Testament, namentlich Adam und Eva (Erschaffung Adams, Sündenfall) sowie Mariä Verkündigung des Herrn, die Darbringung Christi im Tempel und die Kreuzigung Christi. Der damalige Pfarrer Ernst Issel (1853–1918)[18] fertigte ein Aquarell der Fresken in ihrer originalen Anordnung an, die seit 1956 durch Setzung der Fresken auf eine gemeinsame Wand rekonstruiert ist.[19]
- Beigaben aus 50 Gräbern, beispielsweise ein fränkischer Sturzbecher aus Glas um 600 n. Chr., gefunden im Gewann Kapellenäcker.

Ein Kernstück des Museums ist Karl Zinkgräfs Sammlung von teils kunstvoll verziertem Zinngeschirr aus mehreren Jahrhunderten. Zinn wurde wegen seiner guten Verträglichkeit mit Lebensmitteln vom Mittelalter bis ins Biedermeier zur Herstellung von Kannen, Krügen und Tellern verwendet, teils auch zur Nachahmung von Silbergeschirr. Zur Vermeidung von Versprödung wurde es mit anderen Metallen legiert, wozu sich materialtechnisch am besten Blei eignete. Wegen dessen Giftigkeit wurde schon im 14. Jahrhundert ein Kontrollsystem zur Beschränkung des Bleigehalts eingeführt, das im Barock zur verpflichtenden Gabe dreier Gütesiegel weiterentwickelt war. Im 19. Jahrhundert wurde Zinngeschirr schließlich durch Steingut abgelöst.
Im Innenhof ist eine 1949 erstellte Nachbildung eines Stiches der Stadt Weinheim von Matthäus Merian aus dem Jahr 1618 zu sehen, im Museum selbst ein weiterer Stich von Johann Jakob Rieger aus dem Jahr 1787 und ein Landschaftsgemälde des Malers Albert Emil Kirchner aus dem Jahr 1857; dieses Gemälde zeigt ein topographisch genaues Bild Weinheims aus der Frühzeit der Industrialisierung. Die drei Kunstwerke zeigen Weinheim vom selben Standort aus gesehen.
Vom früheren Mobiliar des Weinheimer Schlosses sind Möbel aus den Epochen Biedermeier und Historismus ausgestellt. Weitere Exponate inkludieren landwirtschaftliche Werkzeuge wie eine Windfege, ein ausgestopftes zweiköpfiges Kalb (1911 in Laudenbach geboren) und die Geschichte des Weinheimer Stahlbades – die Nutzung einer eisenhaltigen Quelle als Heilbad in den Jahren 1812–1921.
Das Museum beherbergt regelmäßig Sonderausstellungen zu bestimmten Themen mit Leihexponaten, beispielsweise eine durch die COVID-19-Pandemie 2020/21 verlängert aufgestellte Illustration zum Ursprung deutscher Redensarten wie „Das geht auf keine Kuhhaut!“ oder „Der Ofen ist aus!“. Oft zeigen die Ausstellungen zeitgenössische Werke regionaler Künstler.
Mit thematischen Projekten zu Steinzeit und Mittelalter sowie mit speziell gestalteten Infotafeln kümmert sich das Museum besonders um seine kindlichen Besucher. Im Projekt Digitale Stadtgeschichte können die Besucher die Geschichte der Stadt auf einem Tischmonitor in 63 Seiten lesen. Ein weiteres Projekt Jüdische Spuren in Weinheim führte zur Erstellung einer eigenen Website und einer eigenen Station im Museum.

## Publikationen
Der Förderkreis des Museum Weinheim e. V. bringt seit 1989 die jährlich erscheinende Schriftenreihe Unser Museum heraus.
Seit 1913 erscheinen unregelmäßig die Weinheimer Geschichtsblätter als Ergänzungen der 1911 erschienenen Geschichte der Stadt Weinheim von John Gustav Weiss. Bislang sind 38 Bände erschienen, der letzte im Jahr 2000.